# Carlos del Pozo
Carlos Enrique del Pozo Tur (Santiago di Cuba, 6 aprile 1943 – L'Avana, 28 aprile 2018) è stato un cestista cubano.

## Carriera
Con Cuba ha partecipato alle Olimpiadi del 1968, disputando 8 partite e segnando 29 punti. 